# ヴィルヘルミーネ・カロリーネ・ア・ダンマーク
ヴィルヘルミーネ・カロリーネ・ア・ダンマーク（丁: Vilhelmine Caroline af Danmark, 1747年7月10日 - 1820年1月14日）は、デンマーク＝ノルウェー王フレゼリク5世とその最初の妃でイギリス王ジョージ2世の娘であるルイーズとの間に生まれた次女。ヘッセン選帝侯ヴィルヘルム1世に嫁いだ。ドイツ語名はヴィルヘルミーネ・カロリーネ・フォン・デーネマルク（Wilhelmine Karoline von Dänemark）。

## 生涯
1764年9月1日、カロリーネはクリスチャンスボー宮殿において、ヘッセン＝カッセル方伯家の世子でハーナウ伯のヴィルヘルムと結婚した。ヘッセン＝カッセル家は最も裕福なドイツ諸侯の一つであった。カロリーネとヴィルヘルムは母方の従兄妹同士で、さらにヴィルヘルムは1755年よりコペンハーゲン宮廷でカロリーネや彼女の兄弟と一緒に育っており、2人の結婚はかなり以前から決められていた。
夫のヴィルヘルムは1785年にヴィルヘルム9世としてヘッセン＝カッセル方伯位を継ぎ、1803年にはヘッセン選帝侯ヴィルヘルム1世となった。カロリーネは冷淡な雰囲気の美女だったと言われるが、夫の絶え間ない浮気癖と彼の愛妾たちの増長に悩まされ、不幸な結婚生活を送った。1806年から1813年までヴェストファーレン王国がヘッセン選帝侯領を併合していたときは、シュレースヴィヒやプラハで亡命生活を送った。

## 子女
- マリー・フリーデリケ（1768年 - 1839年） - 1794年、アンハルト＝ベルンブルク公アレクシウス・フリードリヒ・クリスティアンと結婚
- カロリーネ・アマーリエ（1771年 - 1848年） - 1802年、ザクセン＝ゴータ＝アルテンブルク公アウグストと結婚
- フリードリヒ（1772年 - 1784年）
- ヴィルヘルム2世（1777年 - 1847年）